# Bangkok Glass VC
Bangkok Glass VC (thai: สโมสรวอลเลย์บอลบางกอกกล๊าส) var en volleybollklubb (damer) från Pathum Thani, Thailand som var aktiv 2014 till 2018. Den blev thailändska mästare två gånger (2014–15 och 2015–16).